# Klagenfurt am Wörthersee
Klagenfurt am Wörthersee (en slovène Celovec ob Vrbskem jezeru) est la capitale du Land de Carinthie, en Autriche, sur la rivière Glan.
En 1986, la ville est lauréate du Prix de l'Europe, conjointement avec Arnhem, aux Pays-Bas.
Au 1er janvier 2023, la population de la ville était de 104 332 habitants.
On l'appelle habituellement Klagenfurt puisqu'il n'y a aucune autre ville au monde qui commence avec ce nom.

## Géographie
Située sur les bords du lac Wörthersee, Klagenfurt am Wörthersee est une destination touristique très fréquentée, avec des montagnes à la fois au nord et au sud de la ville. Elle est agrémentée par de nombreux parcs, et on recense pas moins de 23 châteaux dans les alentours.
Elle se trouve à quelques kilomètres de la Slovénie.

## Histoire

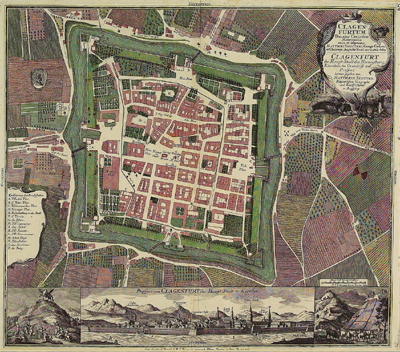
Plan de Klagenfurt en 1735, qui évoque les plans romains.

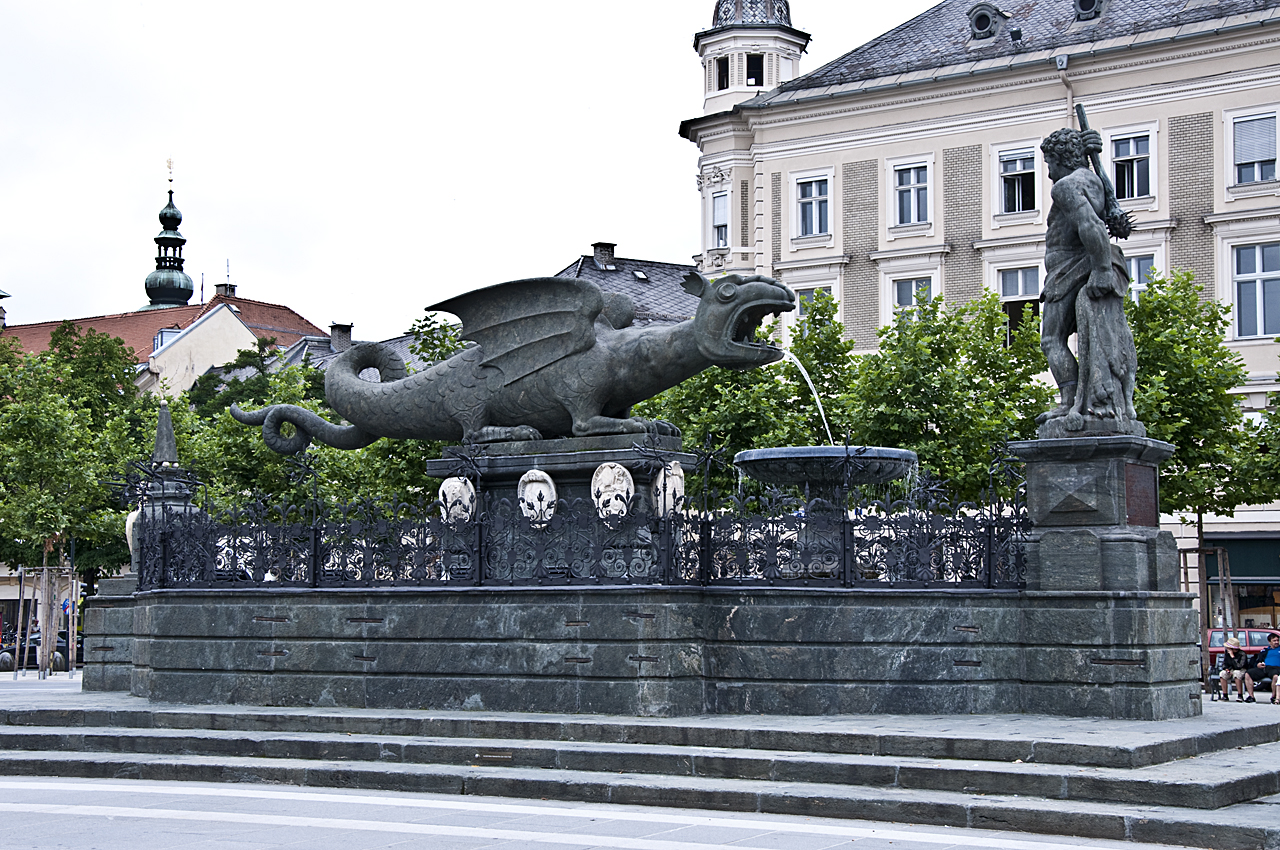
Un lindworm (dragon ailé) orne la Neuer Platz de Klagenfurt.

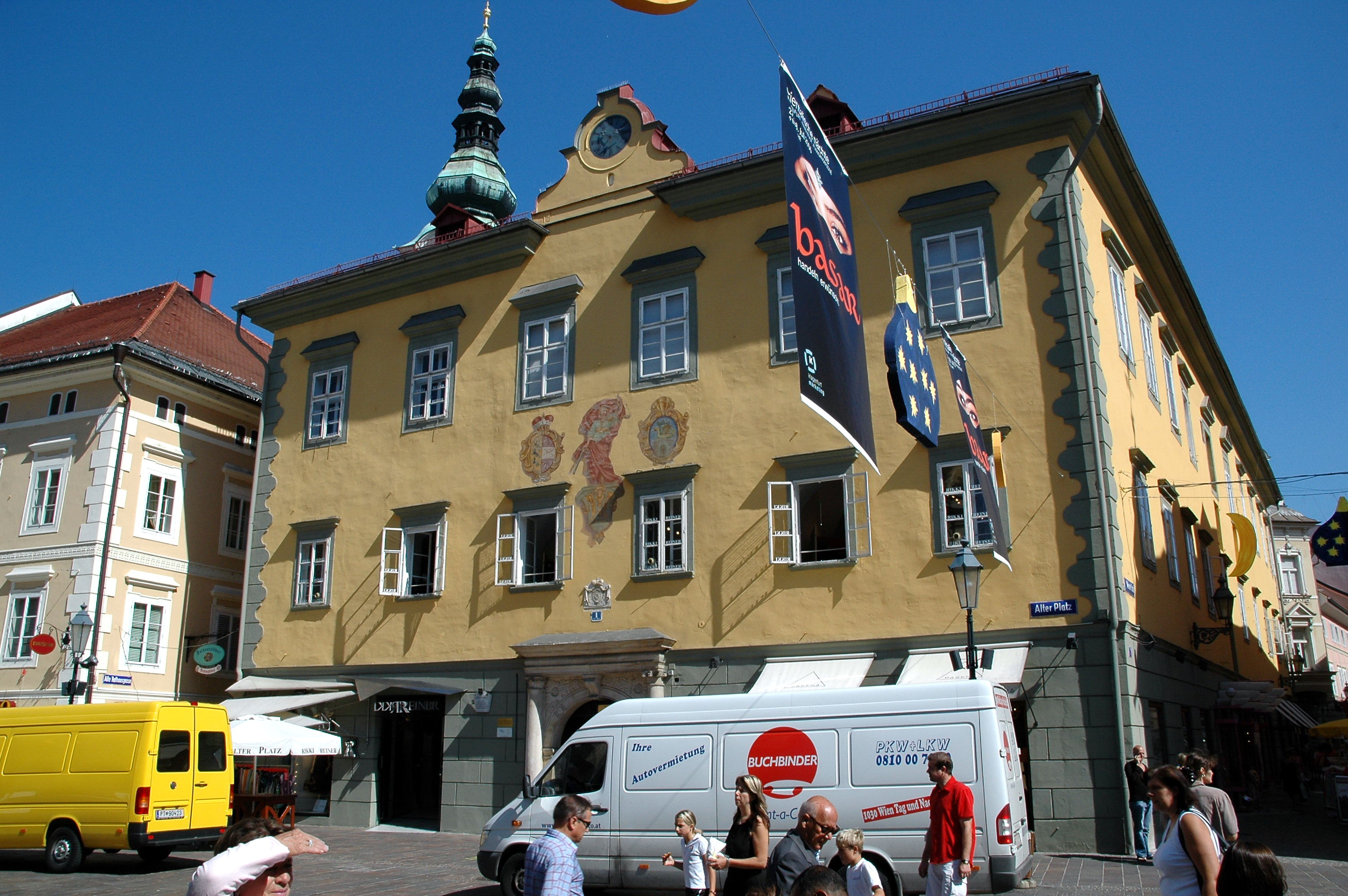
Ancienne mairie.

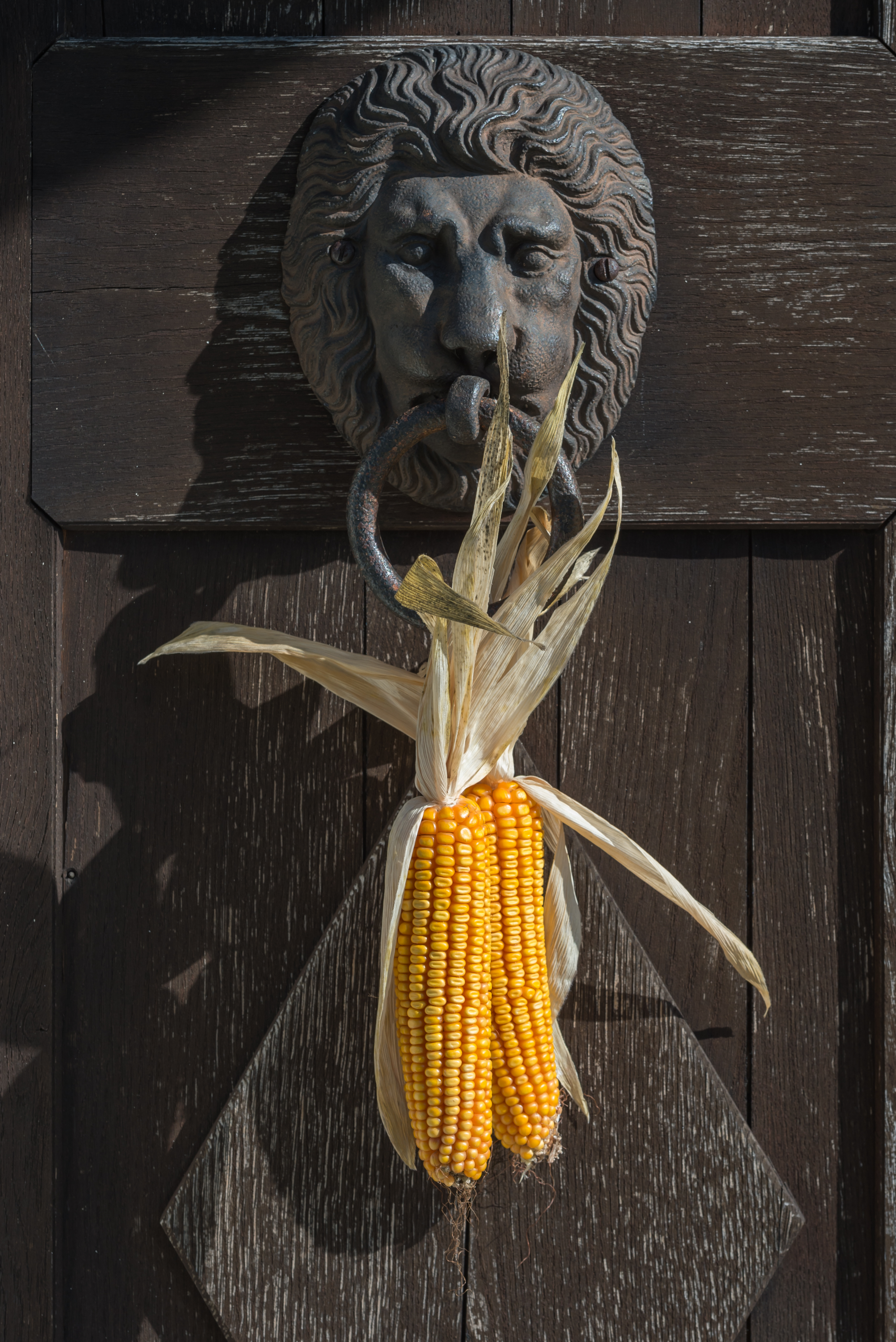
Maïs à la porte d'une église du XIIIe siècle à Klagenfurt. Octobre 2015.

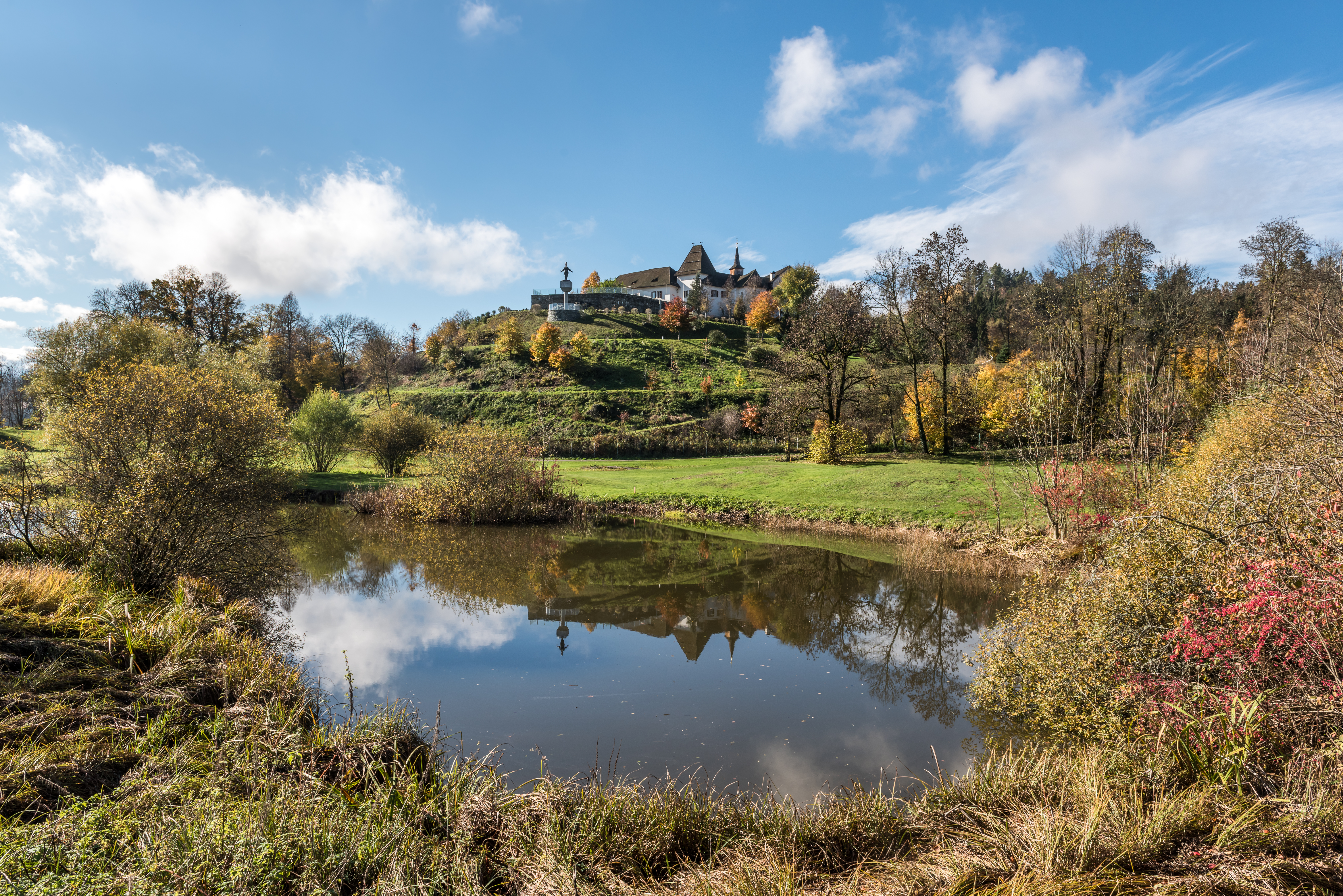
Le château Seltenheim à Wölfnitz, Klagenfurt. Photo octobre 2018.

La ville est située près de l'ancienne capitale provinciale Virunum (aujourd'hui Zollfeld) du Norique, province de l'Empire romain. Elle fut prise par la France en 1797 et 1809. 
Par un plébiscite en 1920, ses habitants se prononcèrent pour un rattachement à l'Autriche.
Elle fut la patrie d'origine de l'écrivain Robert Musil.

## Culture et tourisme

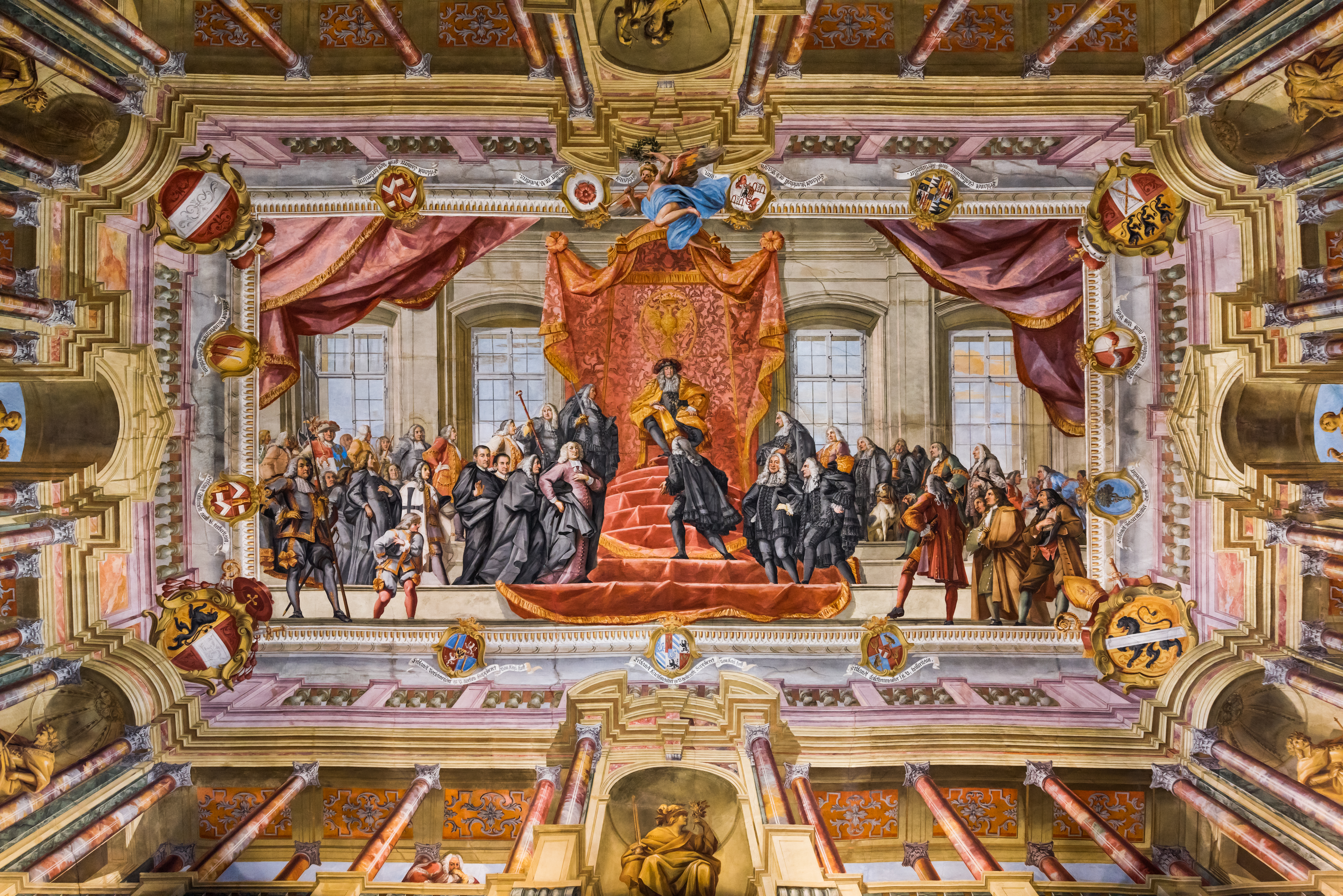
Une fresque de Josef Ferdinand Fromiller, réalisée en 1740, à un plafond du Landhaus Klagenfurt. Elle représente l'hommage des nobles de Carinthie (Land) à Charles VI (empereur du Saint-Empire) en 1728.

### Théâtre

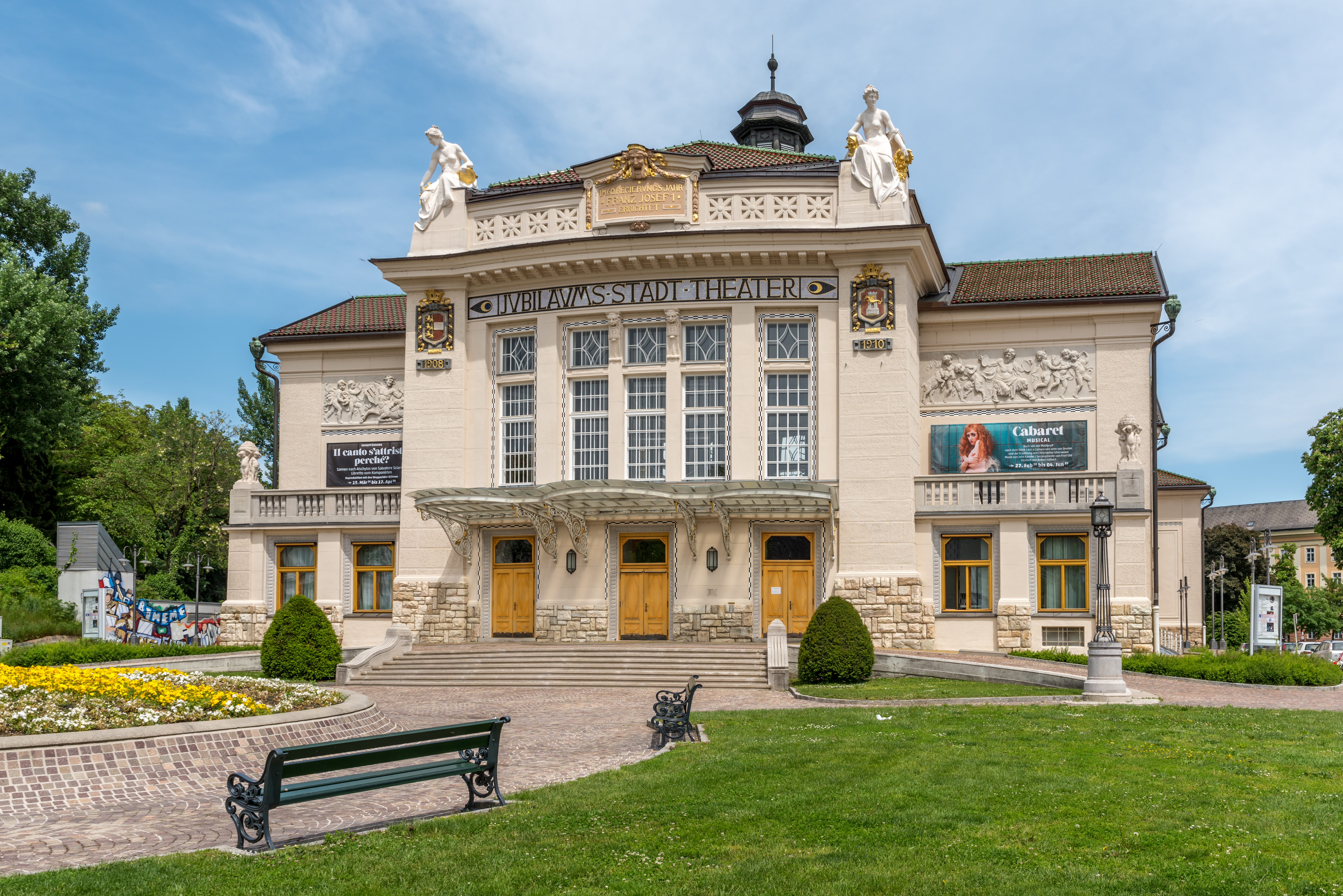
Le théâtre municipal de Klagenfurt. Mai 2020.

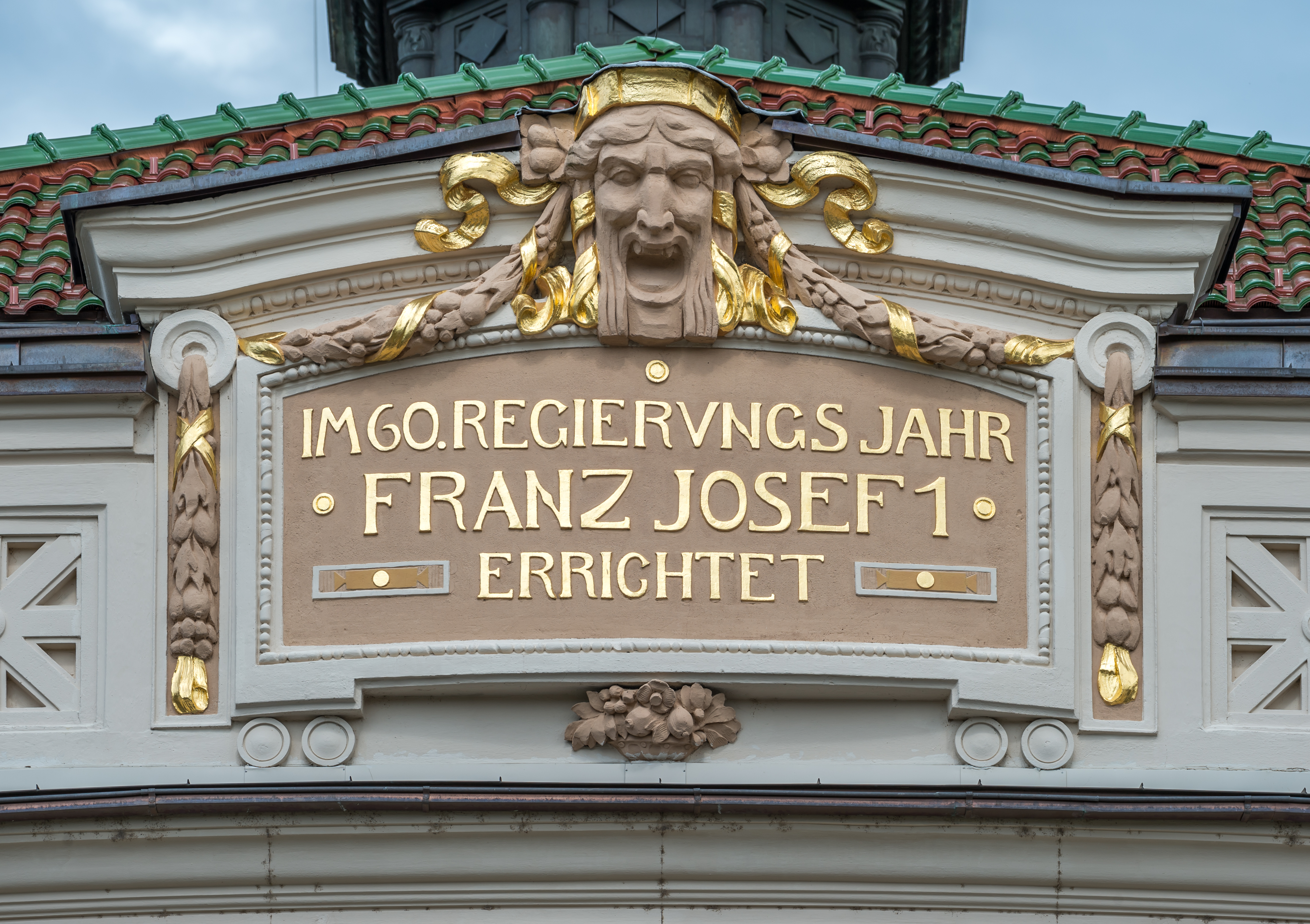
Le panneau du théâtre de Klagenfurt. Photo aout 2020.

Le théâtre municipal (Stadttheater) a, sous la direction de Herbert Wochinz (1968–1992) puis Dietmar Pflegerl (1992–2007), gagné une réputation qui dépasse le cadre strictement régional. Ces deux directeurs ne se sont pas limités aux classiques du théâtre (que ce soit en théâtre même ou en opéra), mais sortirent également de nombreuses avant-premières. Josef Ernst Köpplinger est administrateur du théâtre depuis la saison 2007/2008.
Le théâtre fut construit en 1908, en l'honneur du soixantième anniversaire du règne de François-Joseph Ier d'Autriche. Le bureau d'architectes Fellner & Helmer en conçut les plans, comparables à ceux du théâtre municipal de Giessen et du théâtre de Jablonec nad Nisou. L'inauguration eut lieu en 1910.
Le Napoleonstadl, anciennement un entrepôt d'accessoires, abrite une scène expérimentale. Le Volxhaus et le Artecielo sont des théâtres du type Off-Off-Broadway (moins de 100 places), où jouent des troupes semi-professionnelles telles que le Klagenfurter Ensemble.

### Musées

#### Histoire et art
- Le Landesmuseum Kärnten (de) ("Rudolfinum") est non seulement le plus important musée de Klagenfurt, mais aussi du Land de Carinthie. Il est également une importante institution scientifique du fait qu'il abrite dans ses locaux la bibliothèque du Land (Landesbibliothek), des scientifiques ainsi qu'une maison d'édition. Les collections du musée se partagent entre l'archéologie, l'art, l'histoire, le folklore, la botanique, la zoologie, la géologie, la minéralogie ainsi que les instruments de musique. Le parc, appelé Parkmuseum, qui entoure le musée présente en plein air des statues et des restes lapidaires romains, provenant des fouilles du site archéologique du Zollfeld, où se dressait la ville romaine de Virunum.
- La Stadtgalerie Klagenfurt, ouverte en 1996, présente des expositions temporaires d'art moderne et d'art contemporain. Les œuvres de Gustav Klimt, Egon Schiele, Oskar Kokoschka, Giorgio Morandi, Lyonel Feininger, Man Ray, Jean-Michel Basquiat, Paul Klee, Daniel Spoerri, Jean Tinguely, Meret Oppenheim et Max Ernst y ont notamment été exposées.
- Le musée d'art moderne Kunst Kärnten (de) (Museum Moderner Kunst Kärnten) – anciennement galerie régionale de Carinthie ou Kärntner Landesgalerie – expose sur près de 1 000 m2 de surface. Les expositions sont uniques ou multiples, en lien avec l'art moderne et contemporain. Les œuvres viennent notamment de la collection du Land de Carinthie. Elles englobent des œuvres d'artistes des XXe et XXIe siècles, tant régionaux qu'internationaux, tels que Hans Bischoffshausen, Kiki Kogelnik, Maria Lassnig, Hermann Nitsch, Hans Staudacher ou encore un représentant de la nouvelle génération, Hans Schabus. La chapelle du château (Burgkapelle) peut être utilisée par de jeunes artistes pour présenter leurs œuvres, le couloir des arcades (Arkadengang) présente divers objets et sculptures.
- Le Diözesanmuseum (de) (musée du diocèse), situé à côté de l'église Domkirche, est le plus ancien du genre en Autriche. Il présente des objets précieux de l'art sacré de Carinthie, allant du Moyen Âge au XVIIIe siècle. Certaines pièces sont d'une importance particulière, tels que les plus anciens vitraux de couleur d'Autriche, ou la "Magdalenenscheibe" de Weitensfeld im Gurktal, peinture sur verre remontant à 1170.
- Kinomuseum Klagenfurt (de)

#### Littérature et musique
- Le Koschat-Museum, musée consacré au compositeur et poète Thomas Koschat, créateur du premier quintette du Wiener Staatsoper à Vienne (également connu comme "Koschat-Quintette"), avec lequel il connut un succès international. Le musée rassemble des pièces d'archive, des photographies, manuscrits et affaires personnelles.
- La maison natale du romancier Robert Musil abrite de nos jours un musée de la littérature proposant de manière permanente des expositions autour de Robert Musil, mais également de Christine Lavant et Ingeborg Bachmann. Des documents, photographies, manuscrits y sont présentés, ainsi qu'une bibliothèque regroupant des œuvres des trois auteurs. Le petit musée "Gustav-Mahler-Komponierhäuschen" a été aménagé dans une maison située sur une clairière, sur les hauteurs de la berge sud du lac Wörthersee vers Maiernigg. Gustav Mahler y passa quelques étés, où il s'attelait à ses travaux de composition. Certaines de ses œuvres les plus connues naquirent ainsi dans cette maison.
- Le Eboardmuseum (de) présente plus de 800 instruments à touche électroniques, sur une surface d'exposition de 500 m2. Nommé "Keyboardmuseum" lors de sa création par Gert Prix en 1987, il fut renommé en 2003. Il est possible de jouer des instruments exposés.

#### Industrie et artisanat
- Le Bergbaumuseum Klagenfurt (de) (musée de l'extraction minière) présente sur près de 3 000 m2 l'histoire de l'exploitation minière en Carinthie. Des échantillons de minerais provenant de toutes les excavations souterraines historiques montrent clairement pourquoi la Carinthie était considérée au Moyen Âge comme l'une des régions minières les plus riches au monde. Le musée se situe dans le quartier Kreuzbergl, dans les 500 premiers mètres de l'embouchure d'une mine souterraine, dans une salle taillée dans le roc. Lors de la Seconde Guerre mondiale, cet emplacement avait servi d'abri contre les bombardements aériens, puis avait accueilli les locaux de Radio Klagenfurt jusqu'en 1953, pour enfin servir à la culture de champignons. De nombreux minéraux, métaux précieux ainsi qu'une machine pour la frappe de monnaie constituent
- les pièces d'exposition. Une exposition annuelle supplémentaire est hébergée par le musée.
- Le Lendcanaltramway (de), un tramway tracté électriquement ou par des chevaux, qui est en fonctionnement pendant la période estivale.
- Le Landwirtschaftsmuseum Ehrental (musée de l'agriculture) présente une riche collection d'anciens outils agricoles. Plusieurs expositions exceptionnelles y sont organisées chaque année. Le Virtuelles Schulmuseum Klagenfurt (de), musée de l'école virtuelle.

## Économie et infrastructure

### Entreprises implantées
Klagenfurt représente le pôle économique le plus important de Carinthie, avec 22 % des entreprises du Land (20 % des entreprises industrielles). En date du 15 mai 2001, 63 618 personnes étaient employées dans 6 184 entreprises. 33 d'entre elles employaient plus de 200 personnes Les branches dominantes sont l'industrie légère, les entreprises commerciales de taille moyenne ainsi que le tourisme. Quelques entreprises internationales s'y sont également implantées, telles que Siemens AG et Philips.
Le Lakeside Science & Technology Park, situé à proximité immédiate de l'université Alpen-Adria-Universität, est une pièce maitresse de la politique économique de Klagenfurt et de Carinthie. Du fait de sa localisation, ce parc technologique permet une coopération étroite entre les mondes économique et la recherche académique, avec comme objectif d'assoir la position du Land dans le domaine des hautes technologies. Klagenfurt accueille en outre deux entreprises autrichiennes connues dans le secteur des boissons, avec le producteur de jus de fruits Pago et le producteur de spiritueux Stroh. Les entreprises communales Stadtwerke Klagenfurt et Energie Klagenfurt - chargées de l'approvisionnement en énergie et en eau, mais aussi des transports en commun de la ville - sont également des employeurs d'importance.

### Médias
Klagenfurt abrite plusieurs groupes de média.

#### Presse imprimée
L'entrepreneur Josef Ignaz von Kleinmayr imprima à partir de 1770 le Wöchentliche Intelligenzblatt“ (qui deviendra par la suite la Klagenfurter Zeitung). Avec la publication de la Carinthia, la famille Kleinmayr publia dès 1811 le plus ancien journal scientifique du monde germanophone encore publié de nos jours. D'autres quotidiens historiques furent publiés à Klagenfurt dans les années 1920 et 1930, tels que la Klagenfurter Zeitung, le social-chrétien Klagenfurter Tagblatt (dès 1871), la Freie Stimme (militant pour la Grande Allemagne), la Arbeiterwille social-démocrate (transférée à Graz) ainsi que le Der Vormarsch dès 1932, organe de propagande national-socialiste. À la suite de l'Anschluss en 1938, le Kärntner Grenzruf devint officiellement le seul journal. À la suite de la Seconde Guerre mondiale, les Alliés autorisèrent la publication des quotidiens Volkszeitung (tendance ÖVP), la Neue Zeit (SPÖ, désormais KTZ) et les Volkswillen (KPÖ). En 1954, la représentation physique de la Kleine Zeitung à Klagenfurt fut créée. Ce journal est actuellement le journal le plus lu en Carinthie.

#### Radio
La première émission radiophonique eut lieu en 1924, par la RAVAG (Radio Verkehrs AG). Un relais fut construit à Klagenfurt en 1927. Après 1945, Radio Klagenfurt appartenait - de même que Radio Graz et un émetteur à Schönbrunn, tous trois situés en zone britannique - à la "Sendergruppe Alpenland", sous l'égide des British Information Services.
Radio Klagenfurt dut dans un premier temps concevoir ses émissions depuis le bunker Kreuzbergl-Luftschutzbunker (actuellement Bergbaumuseum, musée de l'extraction minière), construit en 1942. C'est de là que, le 8 mai 1945, le Freie Landessender Klagenfurt annonça la capitulation inconditionnelle du Reich allemand.
Alors que les employés de la radio se plaignaient de nausées et de maux de tête fréquents, liés au fait d'un manque d'alimentation en oxygène dans ces locaux inappropriés, il fallut attendre 1953 pour qu'une nouvelle maison de la radio soit créée rue Sponheimerstraße. Klagenfurt était à cette date dotée des infrastructures radiophoniques les plus modernes d'Autriche. Le 15 mars 1954, l'union radiophonique Sendergruppe Alpenland se regroupa avec Sendergruppe Rot-Weiß-Rot ainsi que Radio Wien, pour fonder l'ORF, avec un studio dans la capitale fédérale, qui produit le programme régional Radio Kärnten ainsi que Radio dva (en langue slovène).
La radio privée Radio Agora est gérée principalement par la minorité slovène. D'autres radios privées sont basées à Klagenfurt, tels que Antenne Kärnten et Radio Harmonie.

### Marchés
Le marché principal de Klagenfurt est situé sur la place Benediktinerplatz. Cette place était autrefois nommée Herzogplatz. Elle remplaça en 1948 la Vieille Place (Alter Platz) en tant que place de marché centrale. Le marché y a lieu deux fois par semaine. Il est possible de s'y procurer des denrées alimentaires telles que légumes, fruits, miel, viande et volaille. Les marchands viennent des alentours de Klagenfurt, certains aussi des pays voisins. Au centre du carré, le « glaive des dirigeants de Klagenfurt » a été accroché à une colonne de lampadaire. Il s'agit d'un monument remontant au XVIIIe siècle, représentant le symbole de la liberté de commercer. À la limite de la place, on peut voir depuis 1988 le "Steinerner Fischer", emblème du marché aux poissons qui fut organisé jusqu'en 1925 sur la place Heiligengeistplatz.

### Foires
Chaque année, 13 foires et salons professionnels et ouverts au public sont organisés à Klagenfurt, entre autres la « Foire internationale du Bois », la « GAST », le « Salon Agricole », le salon « Chasse et Pêche », celui des « Loisirs », le « Salon d'Automne » ainsi que le « Salon de la Famille » et le salon « Vivre sain ».

### Transports

#### Transports routiers
L'autoroute autrichienne A2 passe par le nord de Klagenfurt. Elle est d'une importance primordiale pour la ville, car elle la relie avec la capitale Vienne ainsi qu'à Villach. Une partie importante de cette autoroute, pour la partie jouxtant immédiatement la ville et son aéroport, a été construit en tunnel. Un système de radar automatisé et permanent – du type section control – y contrôle le respect de la vitesse autorisée (il ne s'agit pas d'un contrôle de la vitesse « instantanée », mais « moyenne » pour effectuer le tronçon). Pour atteindre le sud et la Slovénie voisine, il est possible d'emprunter le col Loibl ou encore le tunnel des Karawanken à péage (moyennant un détour par Villach).

#### Transports en commun urbains
Les transports en commun, pour ce qui concerne les déplacements urbains, sont gérés par la société Stadtwerke Klagenfurt. Les transports sont actuellement effectués uniquement par des autobus. Dès 1891, et jusqu'en 1963, Klagenfurt disposait d'un réseau de tramway. Il desservait la gare ferroviaire, le neuvième arrondissement Annabichl, la « montagne de Klagenfurt » Kreuzbergl ainsi que la plage sur le lac Wörthersee. À partir des années 1940, et ce pendant quelques décennies, des trolleybus ("Obus") desservirent également le quartier de Saint Peter, le Kreuzbergl ainsi que la commune voisine de Krumpendorf am Wörther See.

#### Chemin de fer
Le nœud ferroviaire de Klagenfurt est moins important que celui de Villach. Klagenfurt est située sur l'axe important Vienne-Villach. D'autres destinations sont desservies depuis la ville, telles que Jesenice dans le sud (par la Rosentalbahn), à l'est la vallée du Lavanttal (via la Jauntalbahn et la Lavanttalbahn) ainsi que Maribor (par la Drautalbahn).
Le tunnel de Koralm, tronçon de réseau ferroviaire à grande vitesse, permettra de mieux connecter Klagenfurt à Graz et ainsi à Vienne. L'ouverture est prévue pour 2022.
Les gares et arrêts suivants sont situés sur le territoire de la ville :
- Klagenfurt Hauptbahnhof
- Klagenfurt Annabichl
- Klagenfurt Ostbahnhof
- Klagenfurt Viktring
- Klagenfurt Lend
- Klagenfurt Ebenthal

#### Aéroport
Klagenfurt est dotée d'un aéroport international, l'aéroport de Klagenfurt. Il fut ouvert en 1925, pour remplacer l'aéroport militaire qui existait déjà depuis 1914, pour desservir la première liaison aérienne d'Autriche (Klagenfurt–Vienne–Klagenfurt). Il est actuellement le plus petit des six aéroports autrichiens, avec environ 430 000 passagers (2008). Les principales destinations sont principalement des villes autrichiennes et allemandes, ainsi que quelques autres villes européennes.

### Éducation
L'université de Klagenfurt (Alpen-Adria-Universität Klagenfurt) ainsi que la Fachhochschule Kärnten sont les deux institutions proposant de poursuivre des études supérieures à Klagenfurt.
D'autres écoles permettent d'étudier, avec des spécialisations et niveaux d'études divers. Par exemple le lycée Europagymnasium (le plus ancien lycée d'Autriche, fondé en 1552), le lycée Bundesrealgymnasium Klagenfurt-Viktring avec la musique comme enseignement principal, le lycée BG/BRG Mössingerstraße, le lycée Ingeborg-Bachmann-Gymnasium, le lycée pour Slovènes ainsi qu'une Handelsakademie avec enseignement bilingue.
Klagenfurt ne possède pas de bibliothèque municipale.

### Sécurité et services de secours

#### Police
Les autorités de la sécurité (Sicherheitsdirektion) ainsi que le commandement de la police régionale (Landespolizeikommando) de Carinthie sont situés au début de la rue St.-Ruprechter Straße, avec entrée par la rue Buchengasse.
Dans le même bâtiment sont situés une des deux autorités de la police régionale (Bundespolizeidirektion) de Carinthie, où sont regroupés le commandement de la police municipale (Stadtpolizeikommando), le siège directionnel de la ville (Stadtleitzentrale), la police des transports (Verkehrsinspektion), la prison (Polizeianhaltezentrum), la police judiciaire ainsi qu'un poste de police.
Les six autres postes de police de la ville sont situés à la gare principale, au Landhaushof (cour du Landhaus de Klagenfurt), dans la rue Villacher Straße, à Viktring, à Sankt Peter ainsi qu'à l'aéroport à Annabichl (où est également domiciliée la police des autoroutes de Klagenfurt. La Verkehrsinspektion Klagenfurt a ses bureaux dans la rue Morogasse 33. Depuis 2003, une antenne régionale du Einsatzkommando Cobra est implantée à Klagenfurt. La police municipale effectue des patrouilles renforcées les week-ends, afin d'assurer la sécurité du « triangle des Bermudes » de Klagenfurt, situé aux alentours de la rue Herrengasse.
Un grand bâtiment, situé entre le théâtre municipal (Stadttheater de Klagenfurt) et la place Heuplatz, abrite le tribunal régional (Landesgericht) de Klagenfurt, avec les charges de première et de deuxième instance, le barreau national (Staatsanwaltschaft) et, entre les deux, accessible depuis la rue Purtscherstraße, la prison de Klagenfurt (Justizanstalt Klagenfurt) dotée d'une capacité d'accueil pour 340 détenus, où sont appliquées les détentions provisoires, peines de délits ainsi que délits financiers et administratifs. La prison de Klagenfurt dispose également d'une antenne à Sankt Georgen am Längsee ainsi que d'une prison « ouverte » (Freigängerhaus). Le tribunal d'arrondissement (Bezirksgericht) de Klagenfurt a été déménagé dans un nouveau bâtiment dans la rue Feldkirchner Straße.

#### Armée
Le commandement de Carinthie est situé rue Mießtaler Straße, dans le bâtiment du commandement FM Hülgerth. Il existe également trois casernes à Klagenfurt : la caserne Khevenhüller dans le quartier Lendorf – l'ancienne école militaire (SS-Junkerschule) – abrite le bataillon de chasseurs 25, unique troupe aéroportée d'Autriche. Cette caserne abrite aussi le commandement de l'approvisionnement 3 (Betriebsversorgungsstelle) ainsi que les ateliers (Werkstattkompanie) du bataillon 7. La caserne Windischkaserne (également appelée Jägerkaserne), située rue Rosenbergstraße, abrite le département de l'approvisionnement (Ergänzungsabteilung) de Carinthie ainsi que le commandement, l'état-major (Stabskompanie), la compagnie de réapprovisionnement et de transport (Nachschub- und Transportkompanie) et la compagnie de soutien (Führungsunterstützungskompanie) du bataillon 7. La caserne Laudonkaserne, située dans le quartier Tessendorf, abrite les ateliers de l'armée (Heereszeuganstalt). La caserne Waisenhauskaserne  située rue Deutenhoferstraße, qui figure sur la liste des monuments historiques, était la plus ancienne caserne d'Autriche jusqu'à son évacuation le 30 avril 2009.
L'aéroport de Klagenfurt abrite encore l'une des deux bases militaires de l'escadrille hélicoptère (Hubschraubergeschwader), dont les hélicoptères du type Alouette III effectuent des missions de liaison, de reconnaissance et de transport. Ces appareils sont également quotidiennement utilisés pour des missions civiles de secours en montagne et d'aide aux catastrophes – ces appareils font partie intégrante du système d'hélicoptères d'urgences médicales autrichien.

#### Pompiers et services de secours
Le commandement des pompiers d'arrondissement (Bezirksfeuerwehrkommando) de la ville de Klagenfurt est situé rue Hans-Sachs-Straße. Il abrite les seuls pompiers professionnels de Carinthie. Les pompiers ont également un rôle de prévention des incendies et de contrôle de l'application des règlements. Ce bâtiment abrite aussi le poste principal de pompiers volontaires (freiwillige Feuerwehr). L'aéroport et le théâtre Stadttheater ont quant à eux leurs pompiers attitrés. Neuf autres centres de pompiers volontaires sont situés dans les quartiers Kalvarienberg, Sankt Georgen am Sandhof, Haidach, Sankt Peter, Sankt Ruprecht, Sankt Martin, Wölfnitz, Emmersdorf et Viktring. Le commandement des pompiers du Land de Carinthie (Landesfeuerwehrkommando) est situé rue Rosenegger Straße, là où se trouve aussi l'école de formation des pompiers du Land (Landesfeuerwehrschule) et la direction du secours en montagne de Carinthie. La Croix-Rouge autrichienne est également représentée à Klagenfurt, avec notamment un centre de don du sang et une Croix-Rouge pour les jeunes (Jugendrotkreuz).
L'hôpital principal de Klagenfurt (Landeskrankenhaus, ou LKH) est le plus important de Carinthie ainsi que le troisième le plus important d'Autriche. Il est doté de 24 divisions cliniques et de 7 instituts centraux, de 1 679 lits et emploie près de 4 000 employés. Il était en 2009 en travaux, dans le but d'en faire l'un des centres hospitaliers les plus modernes d'Europe d'ici 2010.
L'hôpital public Allgemeines öffentliches Krankenhaus der Elisabethinen et un hôpital de traumatologie (Unfallkrankenhaus) complètent l'équipement en hôpitaux de la ville.

## Personnalités
- L'archiduchesse Marie-Anne d'Autriche (1738-1789), sœur aînée de l'empereur Joseph II, y passa les dernières années de sa vie.
- Jörg Haider, homme politique autrichien y est décédé le 11 octobre 2008. Il était gouverneur de la province de Carinthie depuis 1999.
- L'écrivain américain de langue française Julien Green y est inhumé.
- L'écrivaine autrichienne, née à Klagenfurt, Ingeborg Bachmann y est inhumée.
- L'écrivain Robert Musil, notamment connu pour son roman L'Homme sans qualités y est né en 1880 (décédé à Genève en 1942).
- Jean Egger (1897-1934), peintre, y est mort.
- Heidi Schmid (1938-), fleurettiste allemande championne olympique, est née à Klagenfurt.
- Alfreda Benge (1940- ), artiste britannique, y est née.
- L'écrivain Gert Jonke est né en 1946 à Klagenfurt.
- La chanteuse Freya Wippich y est née en 1952.
- Meina Schellander y est née en 1946.
- L'artiste autrichienne Ines Doujak y est née en 1959.
- La peintre Barbara Ambrusch-Rapp, y est née en 1972.
- Le hockeyeur suédois André Burakovsky est né en 1995 à Klagenfurt.
- L’acteur américain Danny Nucci est né en 1968 à Klagenfurt.
- La peintre autrichienne Emmy Paungarten y est née en 1874.
- La peintre Zofia Albinowska-Minkiewiczowa.
- L'écrivaine Monika Czernin y est née en 1965.
- Ina Loitzl, artiste performeuse née en 1972

## Jumelages
La ville de Klagenfurt est jumelée avec :
- Wiesbaden (Allemagne) depuis 1930
- Venlo (Pays-Bas) depuis 1961
- Gorizia (Italie) depuis 1965
- Nova Gorica (Slovénie) depuis 1965
- Gladsaxe (Danemark) depuis 1969
- Dessau (Allemagne) depuis 1970. Depuis le 1er juillet 2007, elle est fusionnée avec Roßlau pour créer la ville Dessau-Roßlau.
- Douchanbé (Tadjikistan) depuis 1973
- Dachau (Allemagne) depuis 1974
- Rzeszów (Pologne) depuis 1975
- Zalaegerszeg (Hongrie) depuis 1990
- Sibiu (Roumanie) depuis 1990
- Nazareth Illit (Israël) depuis 1992
- Tchernivtsi (Ukraine) depuis le 5 juin 1992
- Tarragone (Espagne) depuis 1994
- Nanning (Chine) depuis 2001
- Laval (Canada) depuis le 25 juillet 2005

## Sport
- Wörthersee Stadion, complexe sportif construit à l'occasion de l'Euro 2008.
- SK Austria Klagenfurt, club de football.